# 3658 Feldman
3658 Feldman је астероид главног астероидног појаса чија средња удаљеност од Сунца износи 2,186 астрономских јединица (АЈ).
Апсолутна магнитуда астероида је 13,8.